# Лебедев, Николай Фёдорович
Николай Фёдорович Лебедев (1866 — не ранее 1917) — член III Государственной думы от Саратовской губернии, священник.

## Биография
В 1886 году окончил Самарскую духовную семинарию и некоторое время служил законоучителем 3-го Покровского училища. В 1889—1891 годах был дьяконом Ильинской церкви в Саратове, а в 1891 году был рукоположен в священники Сергиевской церкви села Малая Сергиевка Балашовского уезда Саратовской губернии. В течение 15 лет был депутатом от духовенства на епархиальных и училищных съездах, где не раз избирался председателем или секретарем съездов. С 1904 года состоял благочинным.
В 1907 году был избран членом III Государственной думы от Саратовской губернии. Входил во фракцию умеренно-правых, с 3-й сессии — в группу правых октябристов. Состоял членом комиссий: по делам православной церкви, по делам местного самоуправления, а также по исполнению государственной росписи доходов и расходов.
Судьба после 1917 года неизвестна. Был женат.